# 심포니 엑스
심포니 엑스(영어: Symphony X)는 미국의 파워 메탈 밴드이자 프로그레시브 메탈 밴드이다.

## 개요
1986년에 뉴저지주에서 마이클 로메오와 교류가 있었던 코리 브라이스가 제미니(영어: Gemini)를 결성했다. 1989년에 코리 브라이스가 새로운 밴드 결성을 위해 마이클 로메오가 정식 기타, 보컬 리스트로 영입이 되면서 가을에 멤버가 결정이 되었다. 1991년에 최초로 앨범 판매와 동시에 펜텀 오페라(영어: Phantom 's Opera)로 그룹명이 변경되었다. 그러나 멤버 사이에 불화가 생기게 되면서 3명이 탈퇴했고 그와 동시에 새로운 멤버의 영입이 되었다. 이후 솔로 활동을 하면서 솔로 앨범인 다크 챕터(영어: Dark Chapter)란 앨범을 제작한 계기로 1994년에 로드 타일러, 마이클 핀넬라, 토마스 뮐러, 제이슨 룰로의 영입으로 그룹 이름도 현재의 이름으로 바꾸게 되었다.
같은 해 1집인 Symphony X를 발표했지만 로드 타일러의 탈퇴로 공백을 제우기 위해서 러셀 알랜을 영입했다. 1997년에 3집인 The Divine Wings of Tragedy를 발표를 했다. 같은 해 개인적인 사정으로 제이슨 룰로가 탈퇴했다. 1998년에 4집인 Twilight in Olympus를 발표했고 같은 해 6월에 최초로 일본 라이브 투어를 실시했다. 같은 해 토마스 뮐러와 토마스 월링이 탈퇴했고 마이클 레폰드를 영입했다. 2000년에 탈퇴한 제이슨 룰로의 재영입으로 그가 다시 활동하기 시작했다. 2002년에 6집인 The Odyssey를 발표했고 2005년 미국에서 라이브 투어를 실시했다. 2007년에 7집인 Paradise Lost를 발표한데 이어 2011년에 8집인 Iconoclast를 발매했다.

## 구성원
- 마이클 로메오 - 기타, 보컬
- 마이클 핀넬라 - 키보드, 보컬
- 제이슨 룰로 - 드럼
- 러셀 알렌 - 보컬
- 마이클 레폰드 - 베이스, 보컬

### 이전 구성원
심포니 엑스 결성 때부터 밴드를 거쳐갔던 구성원들이다.
- 토마스 뮐러 - 베이스
- 로드 타일러 - 보컬
- 토마스 월링 - 드럼

## 음반

### 정규 음반
| 년도   | 제목                        | U.S. | FR | UK  |
| ------ | --------------------------- | ---- | -- | --- |
| 1994년 | Symphony X                  | -    | -  | -   |
| 1995년 | The Damnation Game          | -    | -  | -   |
| 1997년 | The Divine Wings of Tragedy | -    | -  | -   |
| 1998년 | Twilight in Olympus         | -    | -  | -   |
| 2000년 | V: The New Mythology Suite  | -    | -  | -   |
| 2002년 | The Odyssey                 | -    | 67 | -   |
| 2007년 | Paradise Lost               | 123  | 60 | 161 |
| 2011년 | Iconoclast                  | 76   | 69 | 167 |
| 2015년 | Underworld                  |      |    |     |

### 기타 음반
| 년도   | 제목                        | 유형   | U.S. | FR  | UK |
| ------ | --------------------------- | ------ | ---- | --- | -- |
| 1999년 | Prelude to the Millennium   | 편찬   | -    | -   | -  |
| 2001년 | Live on the Edge of Forever | 라이브 | -    | 145 | -  |